# Oratorio di Gesù e Maria Immacolata di Francia

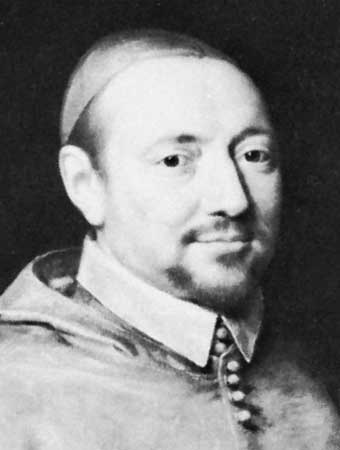
Pierre de Bérulle in un ritratto di Philippe de Champaigne

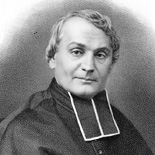
Joseph Gratry, secondo fondatore dell'Oratorio insieme a Pierre Pététot

L'Oratorio di Gesù e Maria Immacolata di Francia (in latino Congregatio Oratorii Iesu et Mariae; in francese Oratoire de Jésus et Marie Immaculée) è una società clericale di vita apostolica di diritto pontificio.

## Storia
La congregazione sorse per porre rimedio all'ignoranza e alla rilassatezza dei costumi del clero e per il rinnovamento della vita ecclesiastica secondo i dettami del Concilio di Trento: dietro suggerimento di César de Bus e Francesco di Sales, l'11 novembre 1611 a Parigi Pierre de Bérulle (1575-1629) istituì la congregazione dell'Oratorio, ispirata all'omonima fondazione di romana di Filippo Neri.
L'Oratorio di Francia venne approvato da papa Paolo V, a istanza della regina Maria de' Medici, con la costituzione Sacrosantae Romanae Ecclesiae del 10 maggio 1613.
Gli oratoriani non emettevano voti pubblici e non erano, quindi, religiosi, ma semplici sacerdoti viventi in comunità: questo fu voluto dal fondatore per non sottrarre i sacerdoti membri alla giurisdizione dei loro vescovi e per permettere a questi ultimi di servirsi di loro per la riforma delle diocesi. Gli oratoriani si dedicavano alle missioni, alla predicazione, al ministero parrocchiale e all'insegnamento.
Tra gli oratoriani vanno ricordati: Jean-Jacques Olier e Giovanni Eudes, fondatori dei sulpiziani e degli eudisti; Charles de Condren e François Bourgoing, superiori generali della compagnia; i giansenisti Jacques-Joseph Duguet, Jean Soanen e Pasquier Quesnel; i filosofi e teologi Richard Simon, Lucien Laberthonnière e Nicolas Malebranche; i vescovi Jean-Baptiste Massillon e Jean-Baptiste Gault; l'insegnante Le Blanc de Guillet.
L'Oratorio di Francia venne soppresso il 18 agosto 1792 durante la Rivoluzione, ma venne ricostituito il 16 agosto 1852 da Joseph Gratry (1805-1872) e Pierre Pététot (1801-1888) e venne approvato dalla Santa Sede il 22 marzo 1864.

## Attività e diffusione
L'unico fine degli oratoriani di Francia è la vita comune dei sacerdoti secolari, senza specializzazione nel ministero.
Tutte le comunità oratoriane sono in Francia (Boulogne-Billancourt, Courcelles-sur-Viosne, Juan-les-Pins, Lione, Parigi, Strasburgo); la sede generalizia è a rue des Lyonnais a Parigi.
Alla fine del 2008, la congregazione contava 8 case e 49 membri, 47 dei quali sacerdoti.